# Aeroporto della Contea di Sonoma-Charles M. Schulz
Il Charles M. Schulz - Sonoma County Airport è un aeroporto civile degli Stati Uniti d'America, posto a 11 km a nord-ovest di Santa Rosa nella contea di Sonoma in California. Serve la contea di Sonoma e le aree circostanti la Wine Country.
L'aeroporto prende il nome da Charles M. Schulz, il rinomato fumettista autore della striscia Peanuts, che visse e lavorò a Santa Rosa per più di 30 anni. Il logo dell'aeroporto raffigura Snoopy nel suo abbigliamento da "asso della seconda guerra mondiale", mentre decolla in cielo sul suo "Sopwith Camel" (ovvero la sua cuccia).